# Yogi's Great Escape
Yogi's Great Escape is een computerspel dat werd ontwikkeld door Al Dukes. Het spel werd in 1990 uitgebracht voor verschillende homecomputers. De muziek van het spel is van Julian Potts. Het platformspel kan met maximaal één persoon gespeeld worden.

## Platforms
| Platform     | Jaar |
| ------------ | ---- |
| Amiga        | 1990 |
| Amstrad CPC  | 1990 |
| Atari 8-bit  | 1990 |
| Atari ST     | 1990 |
| Commodore 64 | 1990 |
| ZX Spectrum  | 1990 |

## Ontvangst
| Beoordeeld door                | Jaar | Platform     | Score |
| ------------------------------ | ---- | ------------ | ----- |
| Computer and Video Games (CVG) | 1990 | Amiga        | 86%   |
| Your Commodore                 | 1990 | Commodore 64 | 85%   |
| Computer and Video Games (CVG) | 1990 | ZX Spectrum  | 83%   |
| Zzap!                          | 1990 | Commodore 64 | 77%   |
| ASM (Aktueller Software Markt) | 1990 | Commodore 64 | 60%   |